# The Duke’s Men

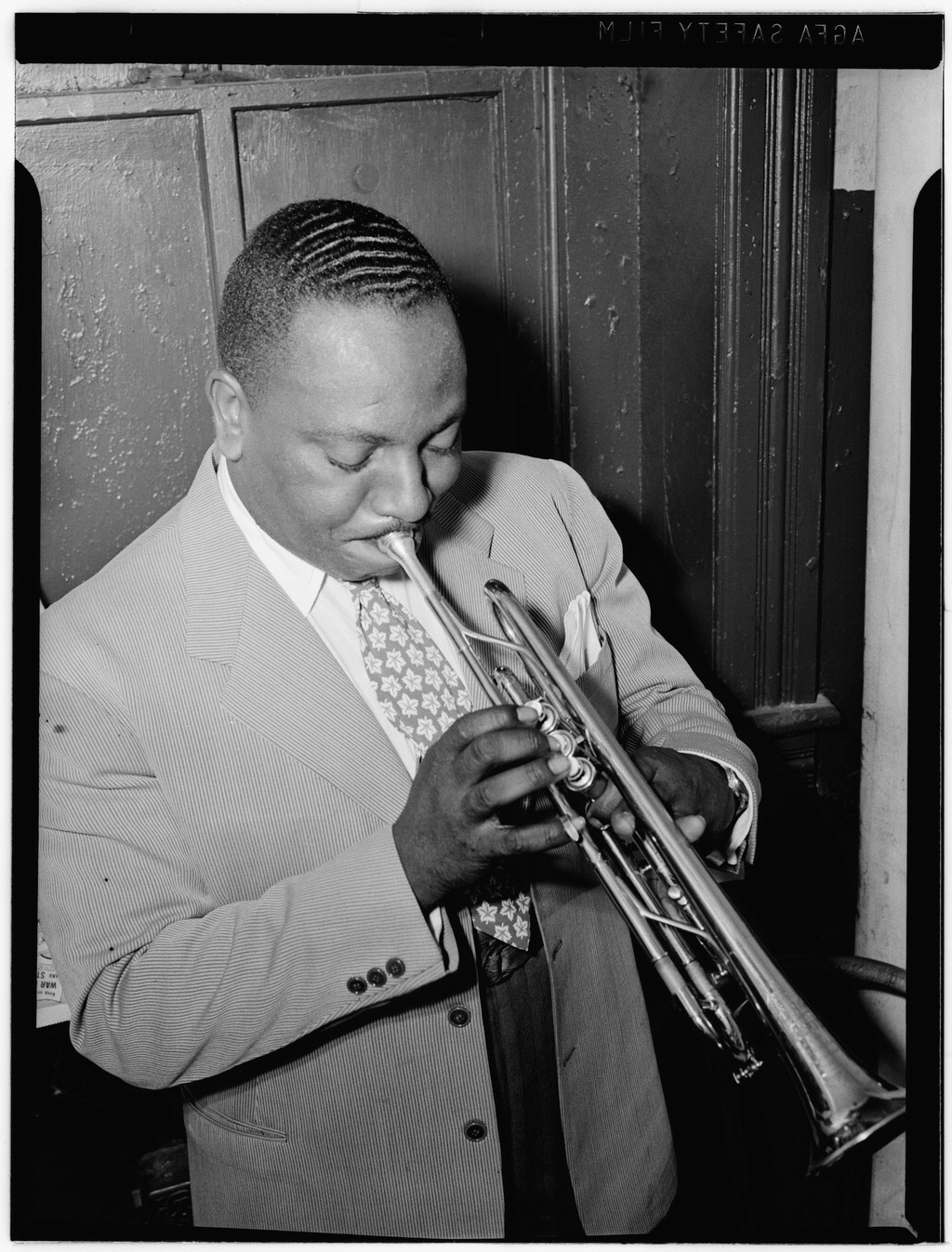
Cootie Williams,
Foto: William P. Gottlieb.

The Duke’s Men ist ein Kompilationsalbum, das 1955 bei Epic Records erschienen ist. Es enthält Titel, die Musiker des Duke Ellington Orchestra von 1936 bis 1939 unter eigenem Namen einspielten.

## Das Album
Unter dem Titel The Duke’s Men produzierte Bob Thiele für Epic eine Schallplatte mit Aufnahmen, die in den 1930er Jahren von Duke Ellingtons prominenten Bandmitgliedern Barney Bigard, Johnny Hodges, Rex Stewart und Cootie Williams unter eigenem Namen für Vocalion und Okeh Records in New York and Hollywood eingespielt worden waren, wobei die Besetzungen jeweils eine Small-Group-Ausgabe des Ellington-Orchesters waren, mit Duke Ellington am Piano und als Co-Leader. Dies waren nominell die Bands Barney Bigard and His Jazzopators, Johnny Hodges and His Orchestra, Rex Stewart and his 52nd Street Ramblers und Cootie Williams and His Rug Cutters.
The Duke’s Men, der Titel der Kompilation, stammt zwar von Columbia Records, doch bereits 1944 legte Sonny Greer unter der Bandbezeichnung Sonny Greer and The Duke's Men die 78er Mood Indigo/The Mooche bei Capitol Records vor.
Eine zweite Kompilation folgte 1956 unter dem Titel Ellington's Sidekicks. Zwischen 1934 und 1941 entstanden noch weitere Aufnahmen, die von Columbia in Form von zwei Doppel-Compact Discs 1993 (The Duke's Men: Small Groups, Vol. 1) bzw. 1995 (The Duke's Men: Small Groups, Vol. 2) veröffentlicht wurden.
Das Schallplattencover der LP zeigt eine Karikatur des Cartoonzeichners William Steig.
Barney Bigard kam mit seiner Version von Caravan im Juni 1937 auf #20 der US-Charts; es war die erste Aufnahme, die Ellington davon machte.

## Titelliste
- The Duke’s Men (Epic LG 3108, Epic 24203, Columbia JEE 22005)

1. Rex Stewart & His 52nd Street Stompers: Rexatious (Stewart) – 2:49
2. Rex Stewart & His 52nd Street Stompers: Lazy Man’s Shuffle (Stewart) – 3:00
3. Rex Stewart & His 52nd Street Stompers: Back Room Romp (Ellington/Stewart) – 2:51
4. Rex Stewart & His 52nd Street Stompers: Love’s in My Heart (Hayes Alvis/Ellington/Irving Mills) – 2:37
5. Barney Bigard & His Jazzopators: Clouds in My Heart (Bigard/Ellington/Mills) – 3:01
6. Barney Bigard & His Jazzopators: Frolic Sam (Cootie Williams) – 3:03
7. Barney Bigard & His Jazzopators: Caravan (Ellington/Mills/Juan Tizol) – 3:11
8. Barney Bigard & His Jazzopators: Stompy Jones (Ellington) – 2:46
9. Johnny Hodges Orchestra: Pyramid (Ellington/Gordon/Mills/Tizol) – 2:54
10. Johnny Hodges Orchestra: Swingin’ in the Dell (Ellington/Hodges) – 2:37
11. Johnny Hodges Orchestra: Jitterbug’s Lullaby (Ellington/Hodges/Mills) – 3:02
12. Johnny Hodges Orchestra: The Rabbit’s Jump (Hodges) – 2:42
13. Cootie Williams & His Rug Cutters: I Can’t Believe That You’re in Love with Me (Clarence Gaskill/Jimmy McHugh) – 2:56
14. Cootie Williams & His Rug Cutters: Blue Reverie (Harry Carney/Duke Ellington) – 2:55
15. Cootie Williams & His Rug Cutters: Echoes of Harlem (Ellington) – 3:15
16. Cootie Williams & His Rug Cutters: Swing Pan Alley (Williams) – 3:33

## Besetzung und Aufnahmedaten
- Rex Stewart & His 52nd Street Stompers: Rex Stewart (tp), Lawrence Brown (tb), Johnny Hodges (as), Harry Carney (cl, bar), Duke Ellington (p), Ceele Burke (git), Billy Taylor (b), Sonny Greer (dr) – 16. Dezember 1936 (Swing Baby Swing 1. Juli 1937)
- Barney Bigard & His Jazzopators: Cootie Williams (tp), Juan Tizol (tb), Barney Bigard (cl), Harry Carney (bar), Duke Ellington (p), Fred Guy (git), Billy Taylor (b), Sonny Greer (dr) – 19. Dezember 1936 (Bei Clouds in my Heart zusätzlich Johnny Hodges (as)).
- Johnny Hodges Orchestra: Cootie Williams (tp), Lawrence Brown (tb), Johnny Hodges (as), Harry Carney (bar), Duke Ellington, Billy Strayhorn (p), Billy Taylor (b), Sonny Greer (dr) – 1. September 1939 (Pyramid: 22. Juli 1938, Jitterbug's Lullaby: 1. August 1938, ohne Strayhorn)
- Cootie Williams & His Rug Cutters:
  - Cootie Williams (tp), Tricky Sam Nanton (tb), Barney Bigard (cl), Harry Carney (bar), Johnny Hodges (as), Duke Ellington (p), Fred Guy (git), Billy Taylor (b), Sonny Greer (dr) – Echoes of Harlem, 19. Januar 1938
  - Cootie Williams (tp), Barney Bigard (cl), Otto Hardwick, Johnny Hodges (ss, as), Harry Carney (bar), Duke Ellington (p), Fred Guy (git), Billy Taylor (b), Sonny Greer (dr), Scat Powell (voc) – Swing Pan Alley, 2. August 1938
  - Cootie Williams (tp), Joe Nanton (tb), Johnny Hodges (ss, as), Harry Carney (bar), Duke Ellington (p), Hayes Alvin (b), Sonny Greer (dr), Scat Powell (voc) – Blue Reverie, I Can't Believe That You're in Love with Me, 8. März 1937

## Rezeption
Der Kritiker des Allmusic verlieh dem Album (1955) 4½ (von fünf) Sternen und schrieb:
This works well as a 16-track sampler, allowing for a representative overview of the excellent swing music generated by these tight little ensembles.
Richard Cook und Brian Morton zeichnen in ihrem Penguin Guide to Jazz die beiden CD-Gesamtausgaben von The Duke’s Men mit der Höchstnote von vier Sternen aus; die Präsentation sei beeindruckend. Zwar gebe es einige gewöhnliche Arrangements von Pop-Titeln [die auf der Epic-Ausgabe von 1955 fehlen], größtenteils „ist dies einfallsreicher und kunstvoller Small-Group-Jazz der Ära“. Neben wenigen Ellington-Titeln sind die Aufnahmen ein Feature vor allem für Rex Stewart, Barney Bigard, Johnny Hodges und Cootie Williams. Zu den Höhepunkten zählen Caravan, Stompy Jones, Back Room Romp, Tea and Trumpets, Love in My Heart und Echoes of Harlem.

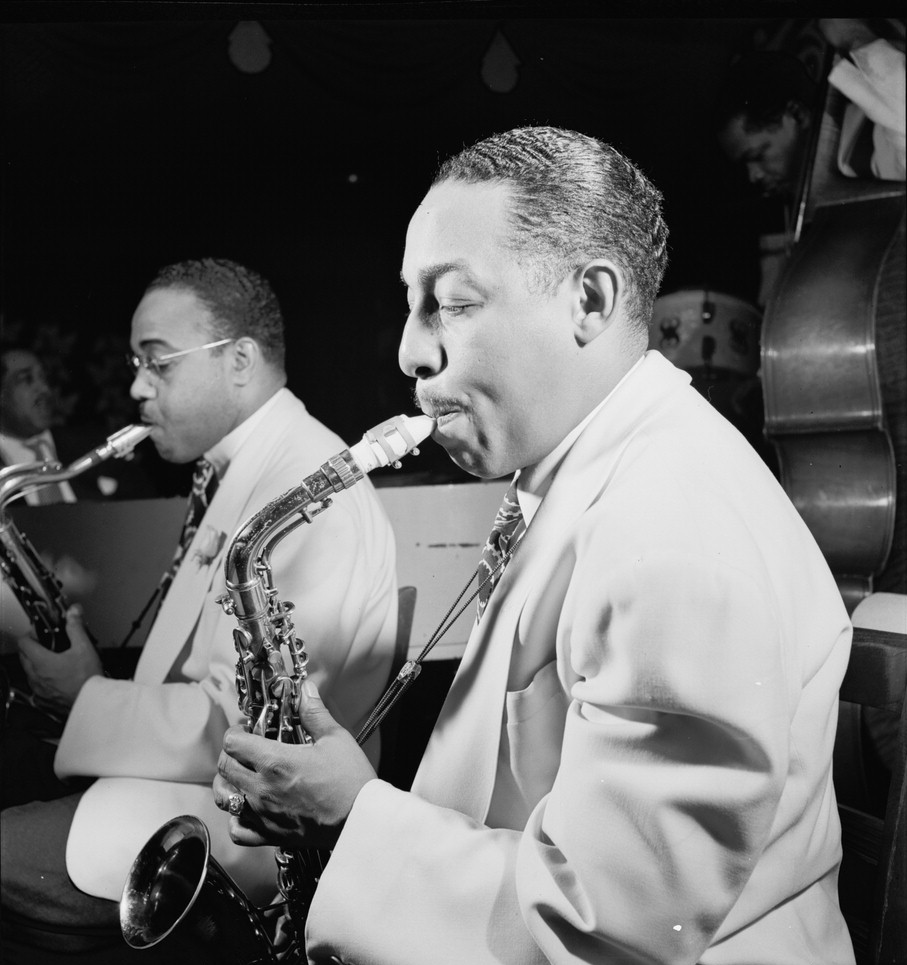
Johnny Hodges mit Al Sears (im Hintergrund) im New Yorker Jazzclub Aquarium, ca. November 1946. Foto: Gottlieb

Helen Oakley Dance hob in den Liner Notes der Gesamtausgabe (1995) besonders die Johnny-Hodges-Version von Pyramid hervor, der eine Aufnahme mit der Big Band vorausging:
„Here it is taylored precisely with this group in mind. Rabbit, as Johnny was often called, was in his element at last and excelled himself. He made a blues of this though the format was forty barswith the middle sixteen featuring a fine contribution of Cootie [Williams]. If at any time you had good fortune to hear him in the first chair, leading the trumpet section in the big band, you woulad have recognized that for brilliance, power and sheer beauty, his sound was seldom, if ever, surpassed. Cootie and Johnny habitually inspired one another.“